# Міндігулово
Міндігу́лово (рос. Миндигулово, башк. Мәндәғол) — присілок у складі Бурзянського району Башкортостану, Росія. Входить до складу Кієкбаєвської сільської ради.
Населення — 85 осіб (2010; 86 в 2002).
Національний склад:
- башкири — 100%